# Kóbe-Samnomija
Kóbe-Samnomija a Samnomija je osobní železniční nádraží a stanice v Japonsku. Nádraží je napojené na JR Kóbskou trať – nádraží Samnomija a Kajganskou trať – stanice Samnomija - Hanadokejmae.

## Historie
Hanšinská zastávka/stanice je v provozu od 12. dubna 1905. Hankiuvské nádraží je v provozu od 1. dubna 1936. Port-Linerské nádraží je v provozu od 5. února 1981. Okresní stanice je v provozu od 5. června 1985.

### Pojmenování
1. 1905–1912 Kóbe - Kumoi dóri
2. 1912–1933 Samnomija
3. 1933–1936 Kóbe
4. 1936–1968 Kóbe (Hankiu), Samnomija (Hanšin)
5. 1968–2013 Samnomija
6. 2013–2014 Kóbe-Samnomija (Hankiu), Samnomija (Hanšin, Okresní, Port Liner)
7. od 2014 Kóbe-Samnomija (Hankiu, Hanšin), Samnomija (Okresní, Port Liner)

## Současnost

### Nástupiště
4 stanice mají celkem 10 dopravních kolejí.
| stanice    | kolej | linka                        | směr               |
| ---------- | ----- | ---------------------------- | ------------------ |
| Okresní    | 1     | S Regionální vlaky a metro   | Tanigami           |
| Okresní    | 2     | S Metro                      | Park Minatogava    |
| Hankiu     | 1     | HK Metro                     | Kóbe stanice metra |
| Hankiu     | 2/3   | HK Městské vlaky             | Rokkó              |
| Hankiu     | 4     | HK Spěšné a regionální vlaky | Nišinomija, Ósaka  |
| Port Liner | 1     | P Tramvaj (AGT)              | Port Island        |
| Port Liner | 2     | P Tramvaj (AGT)              | Port Island        |
| Hanšin     | 1     | HS Regionální vlaky a metro  | Ivaja, Nišinomija  |
| Hanšin     | 2     | HS Regionální vlaky          | Nišinomija         |
| Hanšin     | 3     | HS Městské vlaky a metro     | Kóbe stanice metra |

### Vlakové trasy
- Linka  S 
  - Metro
- Linka  HK 
  - Tokkiu: Regionální vlak
  - Cúkin-Tokkiu: Regionální vlak. Zastavuje ve stanicích, ve kterých Tokkiu zastavuje, a Cukagučím.
  - Kajsok-Kiukó: Regionální vlak. Zastavuje ve stanicích, ve kterých Tokkiu zastavuje, Rokkóve a Cukagučím.
  - Kiukó: Městský vlak. Zastavuje ve všech stanicích do Nišinomije-Kitagučiho.
  - Cúkin-Kiukó: Městský vlak. Zastavuje ve všech stanicích do Cukagučiho.
  - Fucú: Městský vlak
- Linka  P 
  - Tramvaj (AGT)
- Linka  HS 
  - Kajsok-Kiukó: Regionální vlak. Zastavuje ve stanicích, ve kterých Čokcú-Tokkiu zastavuje bez Mikage, mezi Samnomijí a Nišinomijí.
  - Čokcú-Tokkiu: Regionální vlak
  - Tokkiu: Regionální vlak. Zastavuje ve stanicích, ve kterých Čokcú-Tokkiu zastavuje, Nišimotomačiho a Dajkaji, mezi Nagatou a Ósakou.
  - S-Tokkiu: Městský vlak. Zastavuje ve stanicích, ve kterých Čokcú-Tokkiu zastavuje a Dajkaji, mezi Nagatou a Samnomijí.
  - Fucú: Metro

Stav: 13. březen 2021 
| Průměrný interval (min) | Trasa na západ | Linka                        | Trasa na východ | Průměrný interval (min) | Společnost   |
| ----------------------- | --- | ---------------------------- | --- | ----------------------- | ------------ |
| 7.5                     | Sejšin, Mjódani – … – Nagata – Kamisava – Minatogava Kóen – Ókurajama – Kenčómae – Samnomija                                                                        | S                            | Samnomija – Šin Kóbe – Tanigami | 15                      | Okres Kóbe   |
| 7.5                     | Sejšin, Mjódani – … – Nagata – Kamisava – Minatogava Kóen – Ókurajama – Kenčómae – Samnomija                                                                        | S                            | Samnomija – Šin Kóbe | 15                      | Okres Kóbe   |
| 7.5                     | (Himedži, Futami – … – ) Šinkajči – Kósok Kóbe – Hanakuma – Kóbe Samnomija                                                                                          | HK Tokkiu                    | Kóbe-Samnomija – Okamoto – Šukgava – Nišinomija Kitaguči – Žiusó – Ósaka Umeda [HK]                                                     | 10                      | Hankiu       |
| 7.5                     | (Himedži, Futami – … – ) Šinkajči – Kósok Kóbe – Hanakuma – Kóbe Samnomija                                                                                          | HK Cúkin-Tokkiu Kajsok-Kiukó | Kóbe-Samnomija – (Rokkó) - Okamoto - Šukgava - Nišinomija Kitaguči -...- Ósaka Umeda [HK]                                               | (16 ráno) (10 v noci)   | Hankiu       |
| 7.5                     | (Himedži, Futami – … – ) Šinkajči – Kósok Kóbe – Hanakuma – Kóbe Samnomija                                                                                          | HK Kiukó Cúkin-Kiukó Fucú    | Kóbe-Samnomija – Kasuganomiči [HK] – Óži Kóen – Rokkó – Mikage [HK] – Okamoto – … – Nišinomija, Ósaka                                   | 10                      | Hankiu       |
|                         | | P                            | Samnomija – Boueki centrum – Port terminal – Naka kóen – Minatožima – … – Kita Futou, Letiště                                           | 4                       | Nová doprava |
| 15                      | Himedži – … – Kósok Nagata – (Dajkaj) – Šinkajči – Kósok Kóbe – (Niši Motomači) – Motomači – Kóbe-Samnomija Zastavuje v Niši Motomači a Dajkaji v intervalu 30 min. | HS Čokcú-Tokkiu S-Tokkiu     | Kóbe-Samnomija – Mikage [HS]* – Uozaki – Ašija* – Nišinomija – … – Ósaka, Nara Kajsok-Kiukó nezastavuje v Mikagi denně, v Ašiji v So-Ne | 6.7                     | Hanšin       |
| 7.5                     | (Himedži, Suma – … – ) Kósok Kóbe – Niši Motomači – Motomači – Kóbe Samnomija                                                                                       | HS Tokkiu Kaisok-Kiukó       | Kóbe-Samnomija – Mikage [HS]* – Uozaki – Ašija* – Nišinomija – … – Ósaka, Nara Kajsok-Kiukó nezastavuje v Mikagi denně, v Ašiji v So-Ne | 6.7                     | Hanšin       |
| 7.5                     | (Himedži, Suma – … – ) Kósok Kóbe – Niši Motomači – Motomači – Kóbe Samnomija                                                                                       | HS Fucú                      | Kóbe Samnomija – Kasuganomiči [HS] – Ivaja – Nišinada – Óiši – … – Amagasaki,Ósaka                                                      | 10                      | Hanšin       |

### Dopravní dostupnost
V okolí Kóbe-Samnomija nádraží se nachází 1 nádraží a 1 podzemní stanice.
| stanice                                   | linka                                                        | směr                                                                |
| ----------------------------------------- | ------------------------------------------------------------ | ------------------------------------------------------------------- |
| Samnomija JR nádraží                      | A Noční express, Rychlík a Spěšný, Regionální a městský vlak | Kóbe hlavní nádraží, Himedži, Rokkómiči, Ašija, Ósaka, Kjóto, Tókió |
| Samnomija Hanadokejmae stanice (podzemní) | S Metro                                                      | Harbour Land                                                        |

### Okolní objekty
Kóbe-Samnomija nádraží se nachází v centru města.
- Chrám Ikuta
- Chrám Samnomija